# Phoenicopterus
Pour les articles homonymes, voir flamant.
Genre
Statut CITES
Phoenicopterus est un genre d'oiseaux de l'ordre des Phoenicopteriformes, qui regroupe les flamants. Ce sont de grands oiseaux aquatiques (de 80 à 145 cm) à longues pattes et long cou. Ils ont un bec à l'aspect unique, dont la mandibule inférieure est plus développée que la supérieure.

## Caractéristiques
Ce sont des oiseaux grégaires que l’on rencontre à la fois dans le Nouveau et l’Ancien Monde. 
Ils sont plus nombreux dans ce dernier, mais l’Amérique en possède quatre espèces, contre deux pour l’Ancien-Monde. 
On les trouve en Amérique du Sud et centrale, en Afrique, en Europe méridionale et au Moyen-Orient.

## Écologie et comportement

### Alimentation
Les flamants se nourrissent par filtrage de crustacés et d’algues. Leur bec à la forme curieuse est particulièrement bien adapté à séparer la boue et la vase des aliments qu’ils consomment, et est utilisé à l’envers. Le filtrage des éléments nutritifs est facilité par une structure en peigne, des lamelles qui bordent les mandibules, et par une langue à la surface rugueuse.

### Reproduction et élevage des jeunes
Les plus grandes espèces nichent et se nourrissent dans des milieux d’eau saline ou saumâtre. Les nids sont faits de boue agglomérée et ont la forme d’un monticule au sommet concave, dans lequel est pondu un unique œuf blanc.
Le poussin éclot avec un plumage blanc, mais les plumes de l’adulte ont une couleur allant de rose pâle à rouge vif, due aux caroténoïdes contenus dans les aliments. Tous les flamants possèdent 12 rémiges noires à chaque aile.
Les flamants produisent un « lait » similaire à celui des pigeons (voir Columbidae). Il contient plus de graisse et moins de protéines que chez ces derniers, et est produit par des glandes qui garnissent toute la partie supérieure du tractus digestif, et pas seulement le jabot. Les jeunes flamants sont nourris de ce lait pendant deux mois environ, jusqu’à ce que leur bec soit suffisamment développé pour pouvoir filtrer la nourriture. Le lait contient aussi des globules sanguins rouges et blancs.

## Habitat et répartition
Les flamants vivent en groupes dans les zones humides. Ils fréquentent les étendues d'eau peu profondes, normalement salées, saumâtres ou alcalines, aussi bien sur les côtes qu'à l'intérieur des terres, du niveau de la mer jusqu'à près de 5 000 m d'altitude.

## Classification
D'après la classification de référence (version 14.1, 2024) de l'Union internationale des ornithologues, il y a 3 espèces du genre Phoenicopterus (ordre philogénique) :
- Phoenicopterus roseus Pallas, 1811 – Flamant rose ;
- Phoenicopterus ruber Linnaeus, 1758 – Flamant des Caraïbes (aussi appelé Flamant de Cuba et Flamant rouge) ;
- Phoenicopterus chilensis Molina, 1782 – Flamant du Chili.

Trois espèces ne font plus partie de ce genre. Le flamant nain (Phoeniconaias minor É. Geoffroy Saint-Hilaire, 1798) fait désormais partie du genre Phoeniconaias. Le Flamant des Andes (Phoenicoparrus andinus Philippi, 1854) et le Flamant de James (Phoenicoparrus jamesi P.L. Sclater, 1886) font partie du genre Phoenicoparrus.

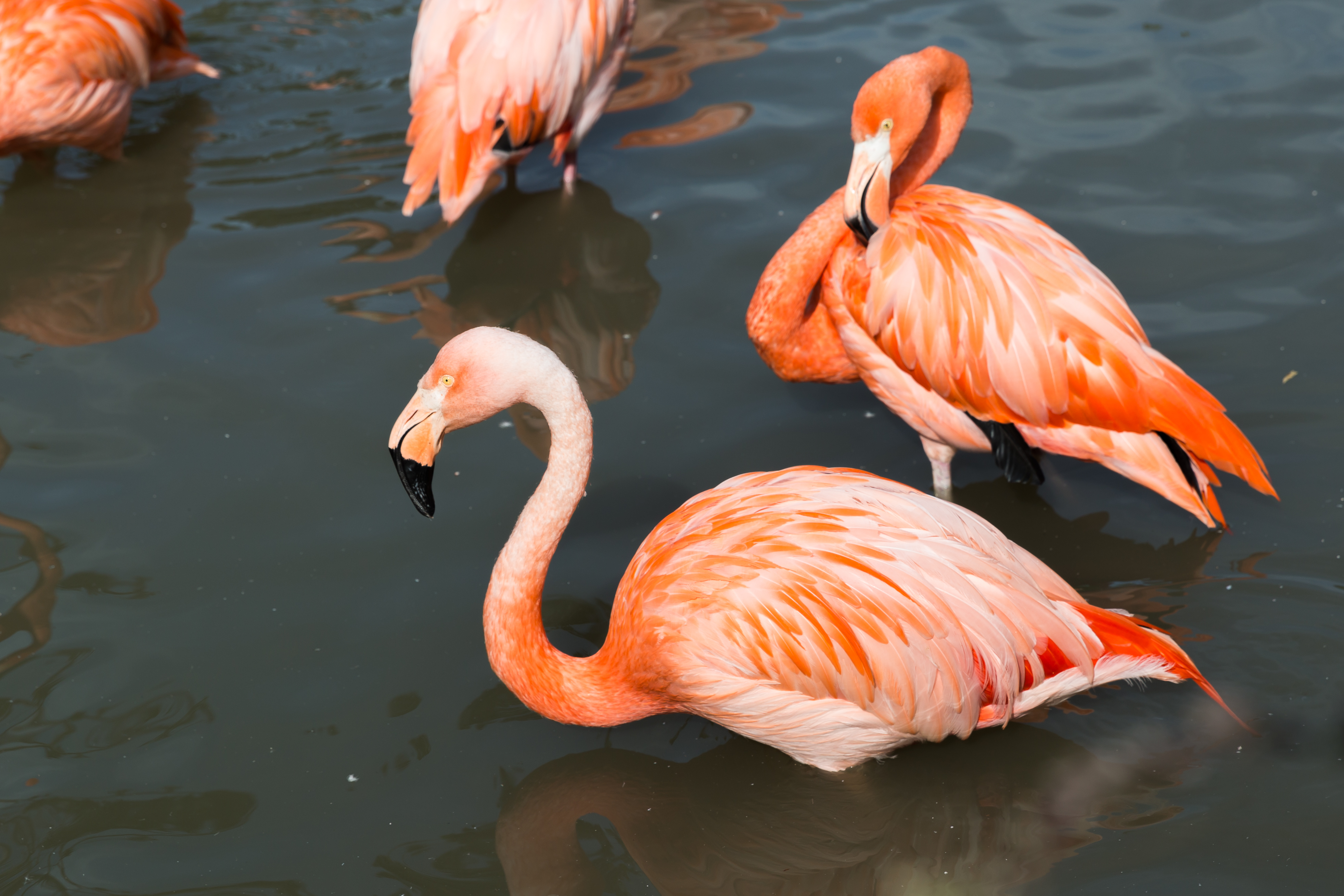
Phoenicopterus ruber (Flamant des Caraïbes)

## Menaces et protection
Ces six espèces sont inscrites à l'annexe II de la Cites.